# KBN
KBN株式会社（ケービーエヌ、Kagawa Broad Network corp.）は、香川県坂出市に本社があるケーブルテレビ局である。エリア内加入率51.5%（2024年3月31日現在）、加入世帯数15,442世帯
坂出市は地形の関係上前田山送信所も西讃岐中継局も受信困難な地域（例としてJR予讃線の国分駅 - 鴨川駅間に相当する地域など）があるため、これを補う意味合いがある。

## 沿革
- 1978年（昭和53年）7月18日 - 香川テレビ放送網株式会社（かがわテレビほうそうもう）[2]として設立。
- 1984年（昭和59年）12月17日 - ケーブルテレビ放送事業者許可。
- 1985年（昭和60年）
  - 3月20日 - 開局。
  - 10月1日 - 自主放送開始。
- 1999年（平成11年）6月30日 - 第一種電気通信事業者許可。
- 2009年（平成21年）11月 - CATVインターネット下り160Mbpsサービス開始。
- 2010年（平成22年）
  - 3月下 - KDDI「ケーブルプラス電話」の提供開始。
  - 春 - アナログコンバーターチャンネルを終了。
- 2015年（平成27年）4月 - 光G（ギガ）サービス「KBNひかりネット」サービス開始。
- 2016年（平成28年）7月 - 10G-EPON導入[3]。
- 2019年（令和元年）6月 - 光10G（ギガ）サービス「KBNひかり 10G」サービス開始。
- 2020年（令和2年）4月 - KBNでんき サービス開始[4]。
- 2021年（令和3年）11月 - 社名をKBN株式会社に変更。
- 2024年（令和6年）3月 - 「ドコモ光 10 ギガ タイプ C」サービス開始
- 2024年（令和6年）5月 - 「KBNスマートプラン」「KBNプライムプラン」CSパススループランサービス開始
- 2024年（令和6年）12月 - KBNひかりインターネット「2ギガサービス」の新規リリースおよび「10ギガサービス」価格改定（値下げ）[5]
- 2025年（令和7年）3月 - 【日本初】生成AI搭載の対話型お買い物サブスクサービス『こんにち商店』実装実験キャンペーンを開始[6]
- 2025年（令和7年）6月 - 「FMラジオ放送（有線による同時再送信）」は2025年5月31日(土) 24:00 をもって放送を終了

## サービスエリア
全て香川県。
- 坂出市（県道186号線北側、番の州、沙弥島、瀬居島及び離島を除く）
- 綾歌郡宇多津町
- 善通寺市 中讃ケーブルビジョンと共同でインターネット及び光電話を提供、2020年夏頃から順次サービス開始。

## 主な放送チャンネル

### 地上波系列別再送信局
| NHK G   | NHK E   | NNN/NNS    | ANN          | JNN         | TXN            | FNN/FNS  | JAITS      |
| ------- | ------- | ---------- | ------------ | ----------- | -------------- | -------- | ---------- |
| NHK高松 | NHK高松 | 西日本放送 | 瀬戸内海放送 | RSK山陽放送 | テレビせとうち | 岡山放送 | サンテレビ |

### テレビ局
地上デジタル放送
| チャンネル | 放送局            |
| ---------- | ----------------- |
| D011       | NHK高松総合       |
| D021       | NHK高松Eテレ      |
| D031       | SUNサンテレビ     |
| D041       | RNC西日本放送     |
| D051       | KSB瀬戸内海放送   |
| D061       | RSK山陽放送       |
| D071       | TSCテレビせとうち |
| D081       | OHK岡山放送       |
| D111       | KBNチャンネル11   |
| D121       | KBNチャンネル12   |

2K BSデジタル放送
| チャンネル | 放送局                             | 備考             |
| ---------- | ---------------------------------- | ---------------- |
| B101       | NHK BS                             |                  |
| B141       | BS日テレ                           |                  |
| B151       | BS朝日                             |                  |
| B161       | BS-TBS                             |                  |
| B171       | BSテレ東                           |                  |
| B181       | BSフジ                             |                  |
| B191       | WOWOWプライム※                     |                  |
| B192       | WOWOWライブ※                       |                  |
| B193       | WOWOWシネマ※                       |                  |
| B200       | BS10                               |                  |
| B201       | BS10スターチャンネル※              |                  |
| B211       | BS11イレブン                       |                  |
| B222       | BS12 トゥエルビ                    |                  |
| B231       | 放送大学テレビ（メインチャンネル） |                  |
| B232       | 放送大学テレビ（サブチャンネル）   |                  |
| B234       | グリーンチャンネル※                | BSパススルーのみ |
| B236       | BSアニマックス※                    | BSパススルーのみ |
| B242       | J SPORTS 1※                        | BSパススルーのみ |
| B243       | J SPORTS 2※                        | BSパススルーのみ |
| B244       | J SPORTS 3※                        | BSパススルーのみ |
| B245       | J SPORTS 4※                        | BSパススルーのみ |
| B251       | BS釣りビジョン※                    | BSパススルーのみ |
| B252       | WOWOWプラス※                       | BSパススルーのみ |
| B255       | 日本映画専門チャンネル※            | BSパススルーのみ |
| B256       | ディズニー・チャンネル※            | BSパススルーのみ |
| B260       | J:COM BS                           |                  |
| B265       | BSよしもと                         |                  |

4K8K BS放送
| チャンネル | 放送局                | 備考                                  |
| ---------- | --------------------- | ------------------------------------- |
| 101        | NHK BSプレミアム4K    | BSパススルー トランスモジュレーション |
| 102        | NHK BS8K              | BSパススルー                          |
| 141        | BS日テレ 4K           | BSパススルー トランスモジュレーション |
| 151        | BS朝日 4K             | BSパススルー トランスモジュレーション |
| 161        | BS-TBS 4K             | BSパススルー トランスモジュレーション |
| 171        | BSテレ東 4K           | BSパススルー トランスモジュレーション |
| 181        | BSフジ 4K             | BSパススルー トランスモジュレーション |
| 211        | ショップチャンネル 4K | BSパススルー                          |
| 221        | 4K QVC                | BSパススルー                          |

CATVデジタル放送
| チャンネル | 放送局                                           |
| ---------- | ------------------------------------------------ |
| C010       | KBNチャンネル11/KBN HD                           |
| C011       | 四国新聞文字ニュース                             |
| C012       | ウェザーチャンネル                               |
| C017       | 競艇チャンネル                                   |
| C401       | ケーブル4K                                       |
| C500       | NHKワールドTV                                    |
| C510       | J SPORTS 3 HD *                                  |
| C511       | スカイA                                          |
| C512       | GAORA SPORTS HD                                  |
| C513       | J SPORTS 1 HD *                                  |
| C514       | J SPORTS 2 HD *                                  |
| C515       | J SPORTS 4 HD※                                   |
| C517       | ゴルフネットワーク                               |
| C518       | 日テレジータス HD                                |
| C519       | ザ・シネマ HD *                                  |
| C521       | 日本映画専門チャンネルHD *                       |
| C522       | 映画・チャンネルNECO-HD *                        |
| C523       | V☆パラダイス△※                                   |
| C524       | WOWOWプラス                                      |
| C525       | 東映チャンネル※                                  |
| C526       | 衛星劇場 HD※                                     |
| C530       | ファミリー劇場HD                                 |
| C531       | スーパー!ドラマTV                                |
| C532       | アクションチャンネル *                           |
| C533       | Dlife                                            |
| C534       | 時代劇専門チャンネルHD                           |
| C535       | 女性チャンネル♪LaLa TV(HD)                       |
| C537       | ミステリーチャンネル *                           |
| C540       | カートゥーン ネットワーク                        |
| C541       | アニマックス HD                                  |
| C542       | キッズステーション HD                            |
| C545       | テレ朝チャンネル1ドラマ・バラエティ・アニメ△     |
| C551       | 日経CNBC                                         |
| C552       | 日テレNEWS24                                     |
| C555       | ヒストリーチャンネルHD 日本・世界の歴史&エンタメ |
| C557       | ナショナル ジオグラフィック(HD)                  |
| C559       | ダンスチャンネル by エンタメ～テレ△              |
| C561       | MUSIC ON！TV（エムオン!）HD                      |
| C562       | スペースシャワーTV                               |
| C564       | 歌謡ポップスチャンネルHD                         |
| C570       | 囲碁・将棋チャンネル                             |
| C571       | ショップチャンネル                               |
| C572       | QVC                                              |
| C576       | 釣りビジョンHD                                   |
| C577       | 旅チャンネル△                                    |
| C579       | エンタメ〜テレ☆シネドラバラエティ△               |
| C580       | MONDO TV△                                        |
| C581       | フジテレビTWO ドラマ・アニメ△※                   |
| C582       | フジテレビONE スポーツ・バラエティ△※             |
| C583       | フジテレビNEXT ライブ・プレミアム※               |
| C585       | グリーンチャンネル1※                             |
| C586       | グリーンチャンネル2 HD※                          |
| C587       | レジャーチャンネル※                              |
| C590       | プレイボーイチャンネル HD※                       |
| C591       | レッドチェリー※                                  |
| C592       | レインボーチャンネル HD※                         |
| C593       | ミッドナイト・ブルー※                            |

＊ひかりで+、△デラックスで+ 、※別途契約。
- デジタル放送は日本デジタル配信（JDS）を使用している。
- サンテレビの地上デジタル放送の区域外再放送を2009年3月5日より開始。パススルー方式である為、地上デジタル対応のテレビまたは地デジのチューナー装備のテレビがあれば視聴可能。
  - 兵庫県・大阪府以外のケーブルテレビで再送信をするのは徳島県のひのきケーブルテレビに次いで2例目となる。
- 開局当時から毎日放送（22ch）・朝日放送（45ch）のアナログ放送を再送信していたが、区域外再放送に関わる諸般の事情により地元に同系列の山陽放送・瀬戸内海放送があるため、2009年3月31日で再送信が打ち切られた。
- デジアナ変換放送は2015年3月31日 12:00で放送終了。
- CS放送フルハイビジョンは2015年4月1日に開始。

## 関連会社
- エフエムサン（FM Sun）
- 三豊ケーブルテレビ放送